# 4月の君、スピカ。
『4月の君、スピカ。』（しがつのきみ、スピカ。）は、杉山美和子による日本の漫画。『Sho-Comi』（小学館）にて、2015年3・4合併号から2017年10号まで連載された。サブタイトルは「after-school starlight（放課後スターライト）」。早乙女星は「乙女座のスピカ」、宇田川泰陽は「太陽」、大高深月は「月」など、メインの登場人物の名前には全て天体に関係している。
連載終了後、同誌の2019年7号と8号にて、新作の読み切りが前・後編で掲載された。
2019年に実写映画が公開された。

## あらすじ
勉強は苦手なのにうっかり超進学校に入学した早乙女星（さおとめ せい）。
入学してから冴えない日々を送っていた星だったが、ある日一目惚れした大高深月（おおたか みづき）に誘われ、ケンカ友達・宇田川泰陽（うだがわ たいよう）と一緒に天文部に入部し、星の毎日は輝き出す。
星の深月への片思いを知る泰陽だが、しだいに星を意識するようになり、部活仲間3人は微妙な三角関係に。
ふたりから迫られ悩む星だが…。

## 登場人物
早乙女 星（さおとめ せい）
主人公。勉強が苦手なのにうっかり超進学校へ入学してしまう。深月が気になり、天文部に入る。泰陽とはケンカ友達。
宇田川 泰陽（うだがわ たいよう）
少し軽い性格だが、学年トップ。深月の幼なじみ。
大高 深月（おおたか みづき）
まっすぐで飾り気のない男の子。星が好きで彼女を追い天文部に入る。
天川 咲（あまかわ さき）
深月と泰陽の中学時代の同級生。美人で才女。
天川 風斗（あまかわ ふうと）
咲の弟。

## 書誌情報

### コミックス
- 杉山美和子 『4月の君、スピカ。』 小学館 〈Sho-Comiフラワーコミックス〉、全10巻
  1. 2015年5月26日発売[7]、ISBN 978-4-09-137208-6
  2. 2015年7月24日発売[8]、ISBN 978-4-09-137530-8
  3. 2015年12月25日発売[9][10]、ISBN 978-4-09-137857-6
  4. 2016年3月25日発売[11]、ISBN 978-4-09-138265-8
  5. 2016年6月24日発売[12]、ISBN 978-4-09-138439-3
    - DVDつき特装版 同日発売[13]、ISBN 978-4-09-159234-7

  6. 2016年9月26日発売[14][15]、ISBN 978-4-09-138516-1
  7. 2017年1月26日発売[16]、ISBN 978-4-09-138752-3
  8. 2017年5月26日発売[17]、ISBN 978-4-09-139158-2
  9. 2017年8月25日発売[18]、ISBN 978-4-09-139516-0
  10. 2019年4月5日発売[19]、ISBN 978-4-09-870472-9

### ノベライズ
- 杉山美和子（原作）・宮沢みゆき（著）・池田奈津子（映画脚本） 『映画 4月の君、スピカ。』 小学館 〈小学館ジュニア文庫〉、全1巻
  - 2019年3月20日発売[20]、ISBN 978-4-09-231287-6

## ラジオドラマ
『らじどらッ!〜夜のドラマハウス〜』（ニッポン放送）にて、2016年2月29日から3月4日にかけて、5夜連続で放送された。

### キャスト（ラジオドラマ）
- 早乙女星 - 田中あいみ[22]
- 宇田川泰陽 - 寺島拓篤[22]
- 大高深月 - 梅原裕一郎 [22]

### スタッフ（ラジオドラマ）
- ライター - 小出真朱[21]

## 付録DVD
『Sho-Comi』（小学館）2016年10号の付録DVD。実写ドラマとムービーコミックが収録されている。

### キャスト（実写ドラマ）
- 早乙女星 - 河内美里[23]
- 宇田川泰陽 - 藤田富[23]
- 大高深月 - 小南光司[23]

### キャスト（ムービーコミック）
- 早乙女星 - 大亀あすか[23]
- 宇田川泰陽 - 寺島拓篤[23]（ラジオドラマ版と共通）
- 大高深月 - 梅原裕一郎[23]（ラジオドラマ版と共通）

## 実写映画
2019年4月5日に公開された。監督は大谷健太郎、主演は福原遥と佐藤大樹。

### キャスト（実写映画）
- 早乙女星：福原遥
- 宇田川泰陽：佐藤大樹（EXILE / FANTASTICS）
- 大高深月：鈴木仁[27]
- 天川咲：井桁弘恵[27]
- 須藤瑠衣：夏目かな[27]
- 鴻池鈴：南山あずさ[27]
- 立花楓：大原優乃[27]
- 天川風斗：瀬口黎弥（FANTASTICS）[28]
- 購買のおじさん：大谷亮平（友情出演）[29]
- 七瀬（天文台の管理人）：酒井美紀（友情出演）[29][24]

### スタッフ（実写映画）
- 原作：杉山美和子『4月の君、スピカ。』（小学館「Sho-Comi」連載）[30]
- 監督：大谷健太郎[30]
- 脚本：池田奈津子[30]
- 音楽：吉俣良[24]
- 主題歌：FANTASTICS from EXILE TRIBE「Believe in Love」[26]
- 企画・プロデュース：高石明彦[30]
- 配給：イオンエンターテイメント[24]
- 配給協力：プレシディオ
- 宣伝：凸版印刷
- 制作プロダクション：The icon
- 製作：「4月の君、スピカ。」製作委員会（VAP、The icon、イオンエンターテイメント、小学館）